# Oberpfalz (HRR)

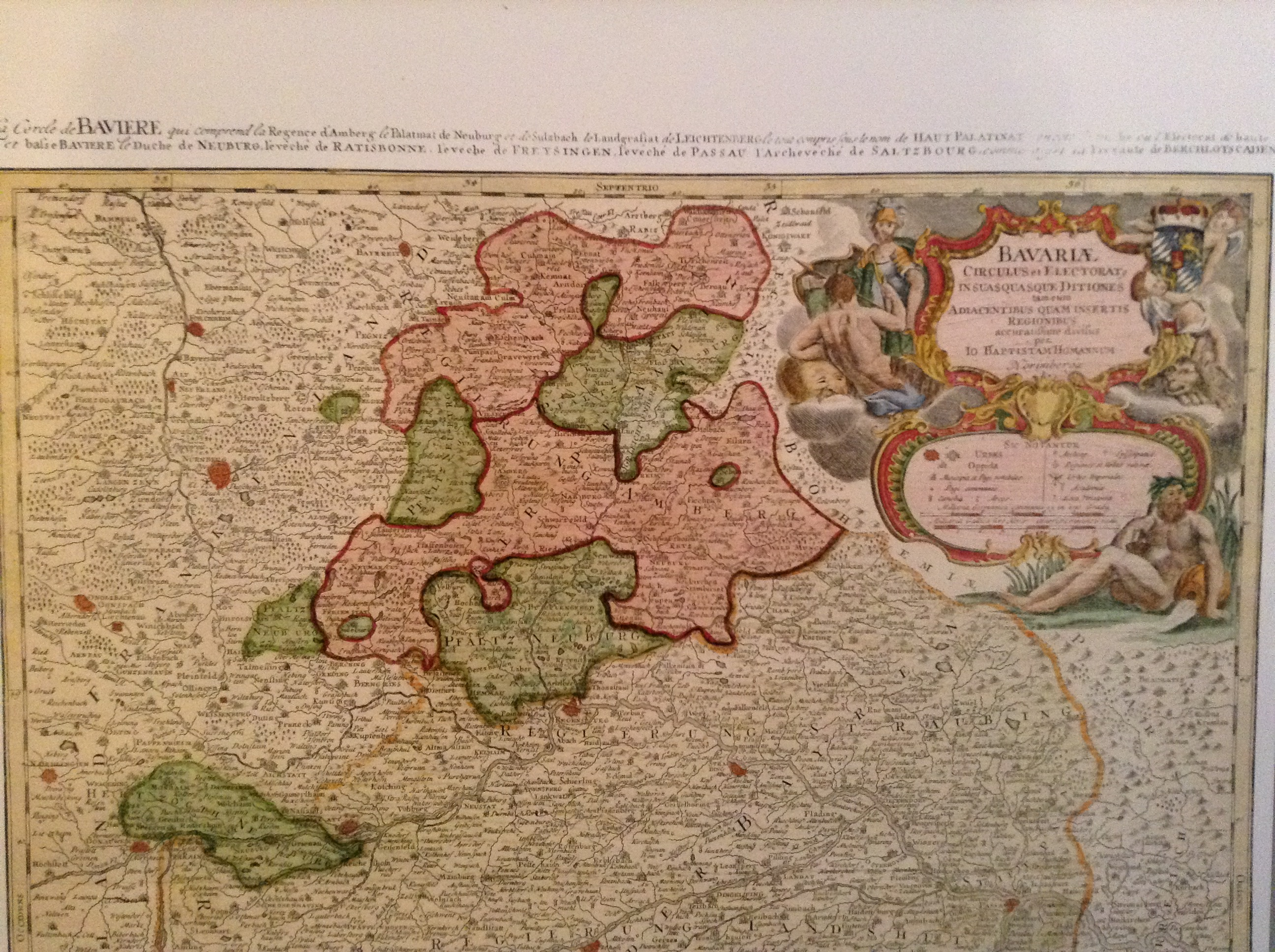
Obere Pfalz im 18. Jahrhundert. Der kurbayerische Teil ist rot, die Herzogtümer Sulzbach und Neuburg sind grün dargestellt

Die Obere Pfalz (lateinisch Palatinatus superior, auch Palatinatus Bavariæ, „Bayerische Pfalz“), auch Oberpfalz genannt, war ursprünglich Bestandteil des Nordgaus des Bayerischen Herzogtums und später jener Teil der Kurpfalz im Heiligen Römischen Reich, der sich rund um die Stadt Amberg erstreckte. Ihr Territorium befindet sich heute komplett in Bayern und umfasste wesentliche Teile des heutigen Regierungsbezirks Oberpfalz sowie als Exklave das einstige pfalz-neuburgische Oberland um Neuburg an der Donau. Der Begriff entstand zur Unterscheidung zur Unterpfalz (lateinisch: Palatinatus inferior) genannten Pfalzgrafschaft bei Rhein. In ihrer damaligen Form entstand sie aus der Teilung der Wittelsbacher in eine pfälzische und eine bayerische Linie.

## Entstehung
Bei der Teilung hatte Kaiser Ludwig der Bayer im Vertrag von Pavia 1329 seinen Neffen Rudolf dem Blinden und Ruprecht I., den Söhnen seines Bruders Rudolf, die Rheinpfalz und die Gebiete des bayerischen Nordgaus, die später sogenannte Oberpfalz abgetreten. Er behielt für sich und seine Erben Oberbayern und kleinere, nördlich von Regensburg gelegene Bezirke. Mit der Übereignung der Rheinpfalz und auch jener Teile der heutigen Oberpfalz wurde von der Rheinpfalz aus das Nebenland in Bayern als „der Pfalz Land zu Baiern“ oder etwas umständlicher „das Land zu Baiern, zu der Pfalz gehörig“, auch „unsere Pfalz gein Amberg“ bezeichnet. Von hier aus wurde das Territorium „der kurfürstlichen Pfalz hieroben zu Baiern gemeine Landschaft“ oder in ähnlicher Sprachformung genannt, wobei sich etwa seit dem Beginn des 16. Jahrhunderts die vereinfachte Bezeichnung „Pfalz des oberen Fürstentums zu Baiern“ oder „Obere Pfalz“ und schließlich – ebenfalls frühestens in der 1. Hälfte des 16. Jahrhunderts quellenmäßig bezeugt – „Oberpfalz“ einbürgerte.

## Die Oberpfalz nach der zweiten bayerischen Landesteilung
Nach dem Aussterben der Herzöge von Bayern-Landshut und dem Landshuter Erbfolgekrieg erhielten die jungen Prinzen Ottheinrich und Philipp aus der pfälzischen Linie im Kölner Schiedsspruch die sogenannte Junge Pfalz verliehen während andere Teile in den Besitz der Reichsstadt Nürnberg übergingen, darunter die Ämter Lauf, Hersbruck und Altdorf. Das verbleibende Herzogtum Neuburg bestand aus früheren Gebieten der bayrischen Linie an der Donau und in der Oberpfalz. Kurzzeitig wurden diese Gebiete mit der Kurpfalz vereinigt, als Ottheinrich 1556 Kurfürst von der Pfalz wurde. Er trat Pfalz-Neuburg aber bereits im folgenden Jahr an seinen Vetter Wolfgang von Pfalz-Zweibrücken ab. Nach dessen Tod im Jahr 1569 wurde die Junge Pfalz aufgeteilt und zwei von Wolfgangs Söhnen traten die Herrschaft über die selbstständigen Herzogtümer Neuburg und Sulzbach an.
Im Dreißigjährigen Krieg eroberten Truppen der Katholischen Liga unter der Führung Maximilians von Bayern die kurpfälzischen Teile der Oberen Pfalz des Winterkönigs Friedrich V. (Pfalz). Wie im Vertrag von München von 1619 vereinbart erhielt Maximilian 1628 neben der Erhebung des Kurfürstentum Bayerns von Kaiser Ferdinand II. auch die pfälzischen Gebiete und organisierte sie im Rentamt Amberg. Die Herzogtümer Neuburg und Sulzbach blieben souverän. Die Herzöge von Neuburg erbten 1614 das Herzogtum Jülich-Berg und 1685 die Kurpfalz. Diese Gebiete fielen 1742 an Karl Theodor von Sulzbach, der 1777 auch Bayern erbte und so den Länderkomplex Kurpfalz-Bayern begründete, womit sämtliche oberpfälzische Länder unter einem Monarchen vereinigt waren.
Im Zuge der Kreiseinteilung im Königreich Bayern unter Maximilian von Montgelas wurde die Obere Pfalz dem Nab- und dem Regenkreis zugeteilt, ab 1810 nur letzterem. Der Regenkreis wurde in Bezugnahme auf den alten Namen 1837 in Oberpfalz und Regensburg umbenannt.